# Marcoux, Loire
Marcoux är en kommun i departementet Loire i regionen Auvergne-Rhône-Alpes i centrala Frankrike. Kommunen ligger i kantonen Boën som tillhör arrondissementet Montbrison. År 2022 hade Marcoux 783 invånare.

## Befolkningsutveckling
Antalet invånare i kommunen Marcoux
| Referens: INSEE |